# Bicknell (Utah)
Pour les articles homonymes, voir Bicknell.
Bicknell est une municipalité américaine située dans le comté de Wayne en Utah.
Lors du recensement de 2010, sa population est de 327 habitants. La municipalité s'étend alors sur une superficie de 0,61 mille carré (1,58 km2).
La localité est fondée en 1879 par Albert King Thurber,. Vers 1895, Thurber Town est déplacée en raison de mauvaise qualité de ses terres. En 1914, Thomas W. Bicknell annonce offrir 1 000 ouvrages de sa bibliothèque à une localité de l'Utah qui adopterait son nom. Thurber devient Bicknell en 1916, partageant la moitié des livres avec Blanding qui prend le nom de jeune fille de son épouse,. Bicknell devient une municipalité en 1939.